# Vườn quốc gia Batang Gadis
Vườn quốc gia Batang Gadis là một vườn quốc gia rộng 1.080 km² ở tỉnh Bắc Sumatra, Indonesia. Độ cao của nó dao động từ 300 đến 2.145 mét. Nó được đặt tên theo con sông Batang Gadis chảy xuyên suốt trong vườn quốc gia. Đây là nhà của nhiều loài động vật quý hiếm nguy cấp đặc biệt là hổ Sumatra. Việc bảo vệ Batang Gadis như một vườn quốc gia nằm trong kế hoạch tạo ra hành lang bảo tồn đa dạng sinh học Bắc Sumatra, hành lang này sẽ được kết nối thông qua một loạt các khu bảo tồn và rừng với vườn quốc gia Gunung Leuser ở phía bắc của hòn đảo.

## Động thực vật
Có ít nhất 47 loài động vật có vú, 247 loài chim, 240 loài thực vật có mạch và 1.500 vi sinh vật được tìm thấy trong vườn quốc gia này.
Các nhà nghiên cứu đã tìm thấy 242 loài thực vật có mạch hoặc khoảng 1% tổng số hệ thực vật ở Indonesia. Schefflera aromatica là loài cây bụi phổ biến nhất xuất hiện dưới tán rừng nguyên sinh trên núi, nơi chúng được tìm thấy với mật độ từ 7% đến 17% độ che phủ rừng. Loài phổ biến thứ hai là dương xỉ Diplazium proliferum. Nơi rừng bị xáo trộn thì loài Madhuca kingiana phổ biến hơn cả.
Ngoài hổ Sumatra, vườn quốc gia này còn là nơi ở của một số loài động vật có vú khác như beo vàng châu Á, mèo báo, báo gấm, nhím đuôi ngắn, lợn vòi, mang Ấn Độ, cheo cheo Java, cầy mực, gấu chó, nai. Có 13 loài chim đặc hữu được ghi nhận trong vườn quốc gia bao gồm cả gà lôi Sumatra và đuôi cụt Schneider.